# Кульбовський Микола Михайлович
Микола Михайлович Кульбовський (13 листопада 1935, Житомирська область — 28 серпня 2019) — український музикант, педагог, літератор, журналіст, краєзнавець. Член Національної спілки журналістів України та Міжрегіональної спілки письменників України.

## Біографія
Народився 13 листопада 1935 року в с. Славинщина, що на Житомирщині. У 1954 році закінчив Христинівську середню школу Народицького району, пішов на строкову службу до війська. 3 1955 року почав друкуватися в армійській пресі. По закінченню служби навчався у Львівському музичному училищі та консерваторії (1957—1964 рр.). Одночасно з навчанням керував аматорським хором та інструментальними ансамблями. Викладав клас баяна у Львівському училищі культури
З 1970 року викладач Хмельницького музичного училища імені Владислава Заремби (клас диригування). Нині Микола Кульбовський — завідувач сектору практики цього навчального закладу.
Як позаштатний методист Хмельницького науково-методичного центру, понад 30 років надавав професійну допомогу багатьом аматорським хоровим колективам області. Чоловіча хорова капела Хмельницького заводу ковальсько-пресового устаткування під керівництвом М. Кульбовського у 70-ті роки стала лауреатом Всесоюзного огляду-фестивалю художньої самодіяльності. Протягом десятьох років керував багатьма хоровими колективами обласного центру.
Диригентсько-хормейстерська робота спонукала Миколу Михайловича до створення власних обробок українських пісень та написання оригінальних музичних творів. Частина з них увійшла у збірку В. Крушельницького «Музично-пісенна творчість митців Хмельниччини» (видавництво «Поділля», 1997 р.). Тернопільське видавництво «Підручники і посібники» видало збірку шкільних пісень на слова подільської поетеси Людмили Савчук «Сестричка Насточка».
Микола Кульбовський постійно вивчає літературно-мистецьке життя Поділля, досліджує його цікаві сторінки, пропагує серед учнівської і студентської молоді. Слугуючи вихованню молоді в дусі національної свідомості та гордості за видатних митців Поділля, написав понад 600 статей-розвідок, нарисів про хмельницьких письменників, художників, диригентів, артистів. Ці статті друкувалися в місцевих та всеукраїнських засобах масової інформації, в українських та міжнародних журналах.

## Автор досліджень
- Кульбовський М. З подільського кореня / М.Кульбовський. — Хмельницький: Поділля, 1999. — 186 с.
- Кульбовський М. З подільського кореня. Кн. 2 : нариси / М.Кульбовський. — Хмельницький: Евріка, 2003. — 200 с.
- Кульбовський М. З подільського кореня. Кн. 3 / М.Кульбовський. — Хмельницький: Евріка, 2004. — 124 с.
- Кульбовський М. З подільського кореня. Кн. 4 / М.Кульбовський. — Хмельницький: А.Цюпак, 2007. — 248 с.
- Кульбовський М. З подільського кореня. Кн. 5 / М.Кульбовський. — Хмельницький: А.Цюпак, 2009. — 240 с.
- Кульбовський М. Веремія: історичний роман / М.Кульбовський. — Хмельницький: А.Цюпак, 2008. — 318 с.
- Кульбовський М. Воронець: лялькова вистава / М.Кульбовський. — Хмельницький: Міська друкарня, 2004. — 20 с.
- Кульбовський М. Голос дерева: нариси / М.Кульбовський. — Хмельницький: Евріка, 2004. — 56 с.
- Кульбовський М. Зерна: повісті, оповідання, новели, есе / М.Кульбовський. — Хмельницький: Евріка, 2004. — 72 с.
- Кульбовський М. Перлина Поділля: історична оповідь про село Баламутівку та його людей / М.Кульбовський. — Хмельницький: Поділля, 2006. — 204 с.
- Кульбовський М. Подільська Шевченкіана: лауреати обласної премії імені Тараса Шевченка 1993—2000 / М.Кульбовський. — Хмельницький: Поділля, 2001. — 90 с.
- Кульбовський М. Подільська Шевченкіана. Кн. 2 / М.Кульбовський. — Хмельницький: А.Цюпак, 2006. — 134 с.
- Кульбовський М. Пустили Дуньку в Європу: тижневі усмішки сатиричного дуету / М.Кульбовський. — Хмельницький: Евріка, 2001. — 24 с.
- Кульбовський М. Сестричка Насточка: пісні в супроводі фортепіано для дошкільнят та школярів початкових класів / М.Кульбовський, Л.Савчук. — Тернопіль: Підручники і посібники, 2006. — 32 с.
- Кульбовський М. Тарасикові пригоди: книжка-розмальовка / М.Кульбовський ; худож. М.Андрійчук. — Хмельницький: Евріка, 2007. — 32 с.
- Кульбовський М. Тончик: читаємо з батьками / М.Кульбовський. — Хмельницький: А.Цюпак, 2009. — 67 с. : ілюстр.
- Кульбовський М. «Хмельниччина: роки становления та поступу» (Хмельницький, «Доля», 1997),
- Кульбовський М. «Творче Поділля» (1998, 2003).
- Дві новели «Тополина віхола» і «Фас» вміщені у двох випусках «Антології сучасної новелістики та лірики України» (Київ, 2004,"2005).
- «Хмельницький кетяг калиновий» (мистецький путівник вулицею Проскурівською) (2004),
- Історичний роман «Веремія» (2008), в якому досліджується один із найдраматичніших, найсуперечливіших етапів історії України XX століття — період визвольних змагань 1918—1921 років у боротьбі з білими і червоними агресорами.
- Двадцять прозових творів, серед яких повісті «Вирва», «Туркеня», оповідання «Тополина віхола», «Калинового цвіту дурман», окремі глави історичного роману «Веремія», новели «Партизанен фрау», «Сповідь» та інші увійшли до збірки «Колесо долі», яка побачила світ у 2010 році.
- «Воронець» (2004),

## Скульптурні роботи
- «Дон-Кіхот»,
- «Лілея»,
- «Романс»,
- «Предок»,
- «Запорозький козак»,
- «Той, що греблю рве»,
- «Перелесник і русалка»,
- «Журавлик».

## Нагороди та відзнаки
- Лауреат Хмельницької обласної премії імені Т. Г. Шевченка (2004)[2]
- Переможець обласного конкурсу журналістів у номінації «Кращі публікації в галузі культури» (2007)[3].
- Лауреат Хмельницької міської премії імені Б. Хмельницького (2010).
- Нагороджений Почесним знаком НСЖУ.
- Нагороджений Золотою медаллю української журналістики (2009).
- Нагороджений Золотою медаллю «Будівничий України» президії Всеукраїнського товариства «Просвіта» (2015).[4]

## Список використаної літератури
1. Палітра його творчості // Дмитрик В. А. Прообраз: статті, нариси, інтерв'ю.- Хмельницький, 2002.- С. 12-14.
2. Русанівська Т. Подільська Шевченкіана: семирічний підсумок / Т. Русанівська // Поділ.вісті.- 2002.- 7 берез.
3. Микола Кульбовський — прозаїк, журналіст // Хмельницький в іменах: довідник. — Хмельницький, 2006. — С. 73.
4. Сваричевський А. В. 70 років з дня народження Миколи Михайловича Кульбовського // Календар знаменних і пам'ятних дат Хмельниччини на 2005 рік.- Хмельницький, 2004.- С. 47-49.
5. Сваричевський А. В. Дослідник і популяризатор відомих діячів міста Хмельницького: (матеріали Другої наук.- практ. конференції « Місто Хмельницький в контексті історії України» 19 верес. 2007 р.).- Хмельницький, 2007.- С.210-216.
6. Дмитрик В. Культуролог Поділля (До 80-річчя з дня народження Миколи Михайловича Кульбовського) // Календар знаменних і памятних дат Хмельниччини на 2015 р.. — Хмельницький: ПП Заколодний, 2014. — С. 147—149.